# Lambda Cassiopeiae
Lambda Cassiopeiae (λ Cas / 14 Cassiopeiae) es una estrella binaria en la constelación de Casiopea.
Se encuentra a 378 años luz del sistema solar y forma parte de la gran asociación estelar de Casiopea-Taurus.
Las dos estrellas del sistema Lambda Cassiopeiae están separadas entre sí por menos de un segundo de arco.
La componente principal, de magnitud aparente +5,33, es una estrella blanco-azulada de la secuencia principal de tipo espectral B8V.
Tiene una temperatura efectiva de 12.200 K y es 153 veces más luminosa que el Sol.
Con un radio 2,8 veces más grande que el radio solar, la velocidad de rotación proyectada del sistema —220 km/s— probablemente corresponda a esta estrella, lo que conlleva un período de rotación de sólo 0,64 días (15,4 horas).
Su masa es tres veces mayor que la del Sol y tiene una edad próxima a los 360 millones de años.
La componente secundaria tiene magnitud aparente +5,62, y es también una estrella blanco-azulada aunque de tipo espectral B9V.
Algo menos caliente que su acompañante, su temperatura alcanza los 11.000 K.
Su luminosidad es 92 veces mayor que la luminosidad solar y tiene un radio 2,7 veces más grande que el del Sol, siendo su masa de 2,8 masas solares.
El período orbital del sistema es de 536,5 años.
La separación media entre las dos estrellas es de 135 UA pero, al ser la órbita muy excéntrica (ε = 0,82), dicha separación oscila entre 245 y 25 UA.